# Civada
La civada è una piccola vela quadra inserita sull'omonimo pennone, al disotto del bompresso, comune nei vascelli del XVII e XVIII secolo. È così denominata per l'analogia della sua forma originaria con il sacco d'avena (in provenzale civadiera), che si appendeva sotto il muso dei cavalli.
All'inizio del XIX secolo le vele quadre del bompresso non furono più utilizzate e al pennone di civada fu destinata la funzione di dare angolatura opportuna alle manovre fisse di ritenuta laterale dell'albero di bompresso.